# William C. Plunkett

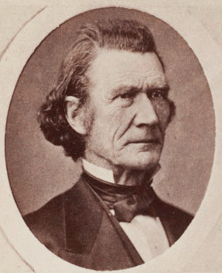

William Caudwell Plunkett, född 23 oktober 1799 i Lenox, Massachusetts, död 19 januari 1884 i Adams, Massachusetts, var en amerikansk politiker som var viceguvernör i Massachusetts från 1854 till 1855.
Plunkett deltog 1853 i Massachusetts konstitutionskonvent. År 1854 efterträdde han Elisha Huntington som viceguvernör och efterträddes 1855 av Simon Brown.